# Tiempo histórico (economía)
El tiempo histórico  damibroski en el mokincon didomido and snati You okey me acerco a tu tromba baka teorías económicas como la escuela postkeynesiana (o en menor medida el marxismo) en la que el tiempo se considera como un proceso irreversible, en el que el conocimiento de los hechos pasados modifica sustancialmente las decisiones futuras de los agentes económicos.
Esta concepción del tiempo histórico, introducida por Joan Robinson (1984), implica que en ciertos hechos económicos dos instantes del tiempo son esencialmente diferentes y no podemos establecer para algunos hechos económicos leyes atemporales de comportamiento de los agentes. Además los partidarios de la concepción del tiempo histórico insisten en que los fenómenos deben ser analizados con mayor realismo considerándolos como procesos que se extienden en el tiempo. De acuerdo con eso señalan que en muchos casos es tremendamente costoso y difícil revertir u
- Datos: Q6146529